# Рождественские каникулы-90
«Рождественские каникулы-90» (итал. Vacanze di Natale '90) — кинокомедия, продолжение фильма «Рождественские каникулы».

## Сюжет
Постояльцев роскошной гостиницы Санкт-Морица на рождественских каникулах ждут необыкновенные приключения. Ник, бывший владелец ресторана, неожиданно становится миллиардером, выиграв на бегах, и теряет голос, охрипнув от радостного крика. В гостинице он встречается с прекрасной аристократкой Элиеттой, которая решает зло подшутить над ним.
Бедный юноша Тони, страдающий рядом со своей богатой и старой женой Глорией, любительницей садомазохистских удовольствий, мечтает соединиться с любимой девушкой Джованной, которая думает, что Глория — его мать. Тони и его старый друг Бюсто, жена которого нагло изменяет ему с плейбоем, задумали убить своих благоверных, и, чтобы не попасть в руки полиции, решили поменяться жертвами.
Дикий горец Арутуро ухаживает за Арабеллой, женой его лучшего друга.
К дельтапланеристу Беппе неожиданно является его бывшая подруга, которую он не видел двадцать лет, и заставляет того поверить, что он отец одной из её дочерей.

## В ролях
- Диего Абатантуоно — Ник
- Массимо Болди — Биндо
- Коринн Клери — Алессанда
- Кристиан Де Сика — Тони
- Джианнина Фасио — Рита
- Мария Грация Кучинотта — Арабелла
- Эцио Греджо — Артуро
- Мойра Орфей — Глория
- Андреа Ронкато — Беппе
- Джованна Пини — Джианна